# Robinah Nabbanja
Robinah Nabbanja (ur. 17 grudnia 1969) – ugandyjska polityk, od 21 czerwca 2021 roku premier Ugandy. Jest pierwszą kobietą na tym stanowisku.